# Fouga CM.8 R.9 Cyclope
Le Fouga CM.8.R.9,8 Cyclope est un planeur acrobatique à réaction conçu par le département aviation des Établissements Fouga & Cie dans les années 1950. 

## Conception & développement
À la suite de la réalisation du CM.8.R.13 Cyclone/Sylphe, le bureau d'études des Ets Fouga étudie la réalisation d'un planeur à réaction qui permettrait l'entrainement à l'acrobatie et au pilotage d'avions à réaction.

## Exploitation
Le Cyclope II est détruit lors de sa présentation à une délégation brésilienne. Le 6 juillet 1952, au Meeting de Melun-Villaroche, Léon Bourrieau doit évacuer en vol l'avion à la suite d'une rupture structurelle. Après un premier passage lent il en fait un second à grande vitesse qu'il termine par une montée en chandelle. Après la ressource un des deux "papillons" de l'empennage se braque à 90° d'incidence, freinant l'appareil et le privant des commandes de direction et de profondeur. Sentant son avion lui échapper et amorcer une vrille à moins de 300 mètres d'altitude le pilote largue sa verrière et s'extrait difficilement de l'avion en perdition. Le parachute s'ouvre très près du sol mais assez tôt pour que le pilote s'en tire sans blessures sérieuses.

## Versions
| Nom                    | Cyclope I    | Cyclope II    |
| ---------------------- | ------------ | ------------- |
| 1er vol                | 31 août 1950 | 28 avril 1951 |
| Réacteur               | Piméné       | Palas         |
| Puissance              | 110 kgp      | 160 kgp       |
| masse à vide           | 394 kg       | 429 kg        |
| masse totale           | 554 kg       | 624 kg        |
| Vitesse                | 280 km/h     | 330 km/h      |
| Vitesse ascensionnelle | 4,8 m/s      | 7,5 m/s       |
| Plafond                | 8.500 m      | 9.000 m       |
| Rayon d'action         | 240 km       | 250 km        |